# Hypsoprora capitata
Hypsoprora capitata är en insektsart som beskrevs av Leon Fairmaire. Hypsoprora capitata ingår i släktet Hypsoprora och familjen hornstritar. Inga underarter finns listade i Catalogue of Life.